# Nazionale maschile under 18 di baseball della Svezia
La nazionale maschile under 18 di baseball svedese rappresenta la Svezia nelle competizioni internazionali di età non superiore ai diciotto anni.

## Piazzamenti

### Europei
- 1980 :  3°